# 小行星8593
小行星8593（8593 Angustirostris）是一颗绕太阳运转的小行星，为主小行星带小行星。该小行星于1971年3月25日发现。

## 轨道参数
小行星8593的轨道半长轴为3.0957432 UA，离心率为0.117。